# Huwelijksplanner

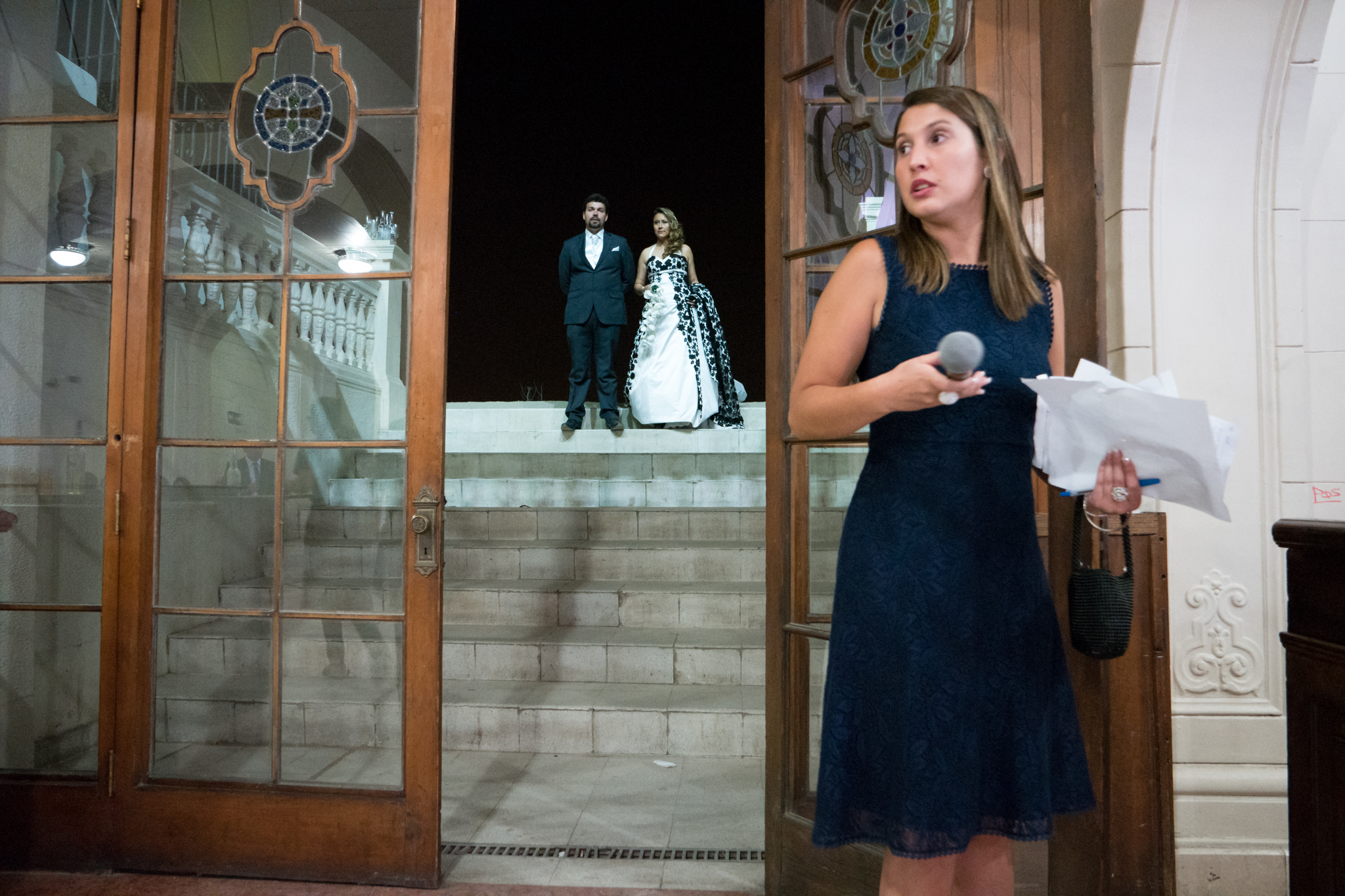
Huwelijksplanner

Een huwelijksplanner, bruiloftsplanner of weddingplanner is een van oorsprong Amerikaans beroep. Een huwelijksplanner kan de gehele organisatie met betrekking tot een bruiloft overnemen van het bruidspaar of enkele elementen regelen. Ook kan de huwelijksplanner ingeschakeld worden om op te treden als ceremoniemeester. Zo kan een huwelijksplanner worden ingezet om kortingen te bedingen.
Anders dan bij traditionele ceremoniemeesters is kenmerkend voor de professionele huwelijksplanner dat er in principe geen voorafgaande persoonlijke relatie tussen klant en planner is.
Inmiddels zijn er diverse opleidingen tot het beroep huwelijksplanner, waardoor hun aantal verder toeneemt in Nederland en België.

## Bekende film en tv-programma’s
- De Weddingplanner van de EO, presentatie door Marc Dik
- The Wedding Planner uit 2001 met o.a. Jennifer Lopez